# Peix emperador de cua groga
El peix emperador de cua groga (Ocyurus chrysurus) és una espècie de peix de la família dels lutjànids i de l'ordre dels perciformes.

## Morfologia
- Els mascles poden assolir 86,3 cm de longitud total.[2]

## Alimentació
Els individus joves es nodreixen principalment de plàncton, mentre que els adults mengen peixos, crustacis, cucs, gastròpodes i cefalòpodes.

## Depredadors
És depredat per Caranx bartholomaei, Scomberomorus cavalla, Epinephelus striatus i Sphyraena barracuda.

## Hàbitat
És un peix marí de clima subtropical i associat als esculls de corall que viu fins als 180 m de fondària.

## Distribució geogràfica
Es troba des de Massachusetts (Estats Units) i Bermuda fins al sud-est del Brasil, incloent-hi el Golf de Mèxic i les Antilles. És molt comú a les Bahames, el sud de Florida i al llarg del Carib.

## Ús comercial
Es comercialitza fresc i congelat, i ha estat criat en captivitat.